# Romanos 10
Romanos 10 é o décimo capítulo da Epístola aos Romanos, de autoria do Apóstolo Paulo, no Novo Testamento da Bíblia.

## Manuscritos
- O texto original é escrito em grego Koiné.
- Alguns dos manuscritos que contém este capítulo ou trechos dele são:
  - Codex Vaticanus
  - Codex Sinaiticus
  - Codex Alexandrinus
  - Codex Ephraemi Rescriptus
- Este capítulo é dividido em 21 versículos.

## Estrutura
A Tradução Brasileira da Bíblia organiza este capítulo da seguinte maneira:
- Romanos 10:1-15 - Israel é responsável pela sua rejeição (continuação de Romanos 9:30-33)
- Romanos 10:16-21 - Israel não pode alegar a falta de oportunidade